# ジェームズ・C・スコット

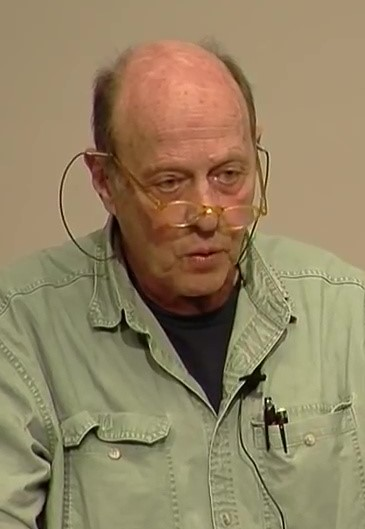
2016年

ジェームズ・C・スコット（James C. Scott、1936年12月2日 - 2024年7月19日）は、アメリカ合衆国の政治学者、人類学者。イェール大学政治学部・人類学部教授、アメリカ芸術科学アカデミーフェロー。専門は、政治経済学、政治社会学、とくに東南アジアの農村社会における叛乱・抵抗についての研究。農耕社会と国家を形成しない社会の研究、サバルタン政治学、無政府主義研究で知られる。
ニュージャージー州マウントホリー出身。ウィリアムズ大学卒業後、1967年にイェール大学で修士号および博士号取得。ウィスコンシン大学マディソン校で教鞭をとり、1976年にイェール大学政治学部に移った。イェール大学では1991年からは農村社会研究講座も指導している。コネチカット州ダーラムに住み、羊を育てている。2010年に福岡アジア文化賞を受賞。また、藤原帰一のイェール大学留学時の指導教員でもある。

## 著書

### 単著
- Political Ideology in Malaysia: Reality and the Beliefs of an Elite, (Yale University Press, 1968).
- Comparative Political Corruption, (Prentice-Hall, 1972).
- The Moral Economy of the Peasant: Rebellion and Subsistence in Southeast Asia, (Yale University Press, 1976).

『モーラル・エコノミー――東南アジアの農民叛乱と生存維持』（高橋彰訳、勁草書房、1999年）
- Weapons of the Weak: Everyday Forms of Peasant Resistance, (Yale University Press, 1985).
- Domination and the Arts of Resistance: Hidden Transcripts, (Yale University Press, 1990).
- Seeing Like a State: How Certain Schemes to Improve the Human Condition Have Failed, (Yale University Press, 1998).
- The Art of Not Being Governed: An Anarchist History of Upland Southeast Asia, (Yale University Press, 2009).

『ゾミア――脱国家の世界史』（佐藤仁監訳、みすず書房、2013年）
- Two Cheers for Anarchism: Six Easy Pieces on Autonomy, Dignity, and Meaningful Work and Play, (Princeton University Press, 2009).

『実践　日々のアナキズム――世界に抗う土着の秩序の作り方』（清水展・日下渉・中溝和弥訳、岩波書店、2017年）
- Against the Grain: A Deep History of the Earliest States, Yale University Press, 2017.

『反穀物の人類史――国家誕生のディープヒストリー』（立木勝訳、みすず書房、2019年）

### 共編著
- Everyday Forms of Peasant Resistance in South-East Asia, co-edited with Benedict J. Tria Kerkvliet, (Frank Cass, 1986).
- Agrarian Studies: Synthetic Work at the Cutting Edge, co-edited with Nina Bhatt, (Yale University Press, 2001).